# Dienöstrol
Dienöstrol (auch: Dienestrol) ist eine chemische Verbindung aus der Gruppe der Phenole und konjugierten Diene. Es ist ein Metabolit von Diethylstilbestrol, einem nichtsteroidalen synthetischen Östrogenderivat. Das kommerzielle Produkt ist vermutlich ein Gemisch mehrerer Isomere.

## Isomere
| Isomere von Dienestrol |                         |                                 |
| Name                   | Dienestrol (E,E-Isomer) | Isodienestrol (Z,Z-Isomer)      |
| Andere Namen           | α-Dienestrol            | β-Dienestrol cis,cis-Dienestrol |
| Strukturformel         |                         |                                 |
| CAS-Nummer             | 13029-44-2              | 35495-11-5                      |
| CAS-Nummer             | 84-17-3 (unspez.)       |                                 |
| EG-Nummer              | –                       | –                               |
| EG-Nummer              | 201-519-7 (unspez.)     |                                 |
| ECHA-Infocard          | –                       | –                               |
| ECHA-Infocard          | 100.001.381 (unspez.)   |                                 |
| PubChem                | 667476                  | 5356512                         |
| PubChem                | 3049 (unspez.)          |                                 |
| Drugbank               | DB00890                 | –                               |
| Drugbank               | – (unspez.)             |                                 |
| Wikidata               | Q5274949                | Q27258829                       |
| Wikidata               | Q61734143 (unspez.)     |                                 |

## Gewinnung und Darstellung
Aus 4-Acetoxypropiophenon erhält man mit Magnesium und Magnesiumiodid in einer Pinakol-Kupplung ein 1,2-Diol. Mit Acetylchlorid und Acetanhydrid wird dieses zum Dienöstrol dehydratisiert, wobei das E,E-Isomer erhalten wird.

## Eigenschaften
Dienöstrol ist ein weißer bis gelblicher Feststoff, der praktisch unlöslich in Wasser ist.

## Verwendung

Der Essigsäurediester Dienestroldiacetat wurde ebenfalls arzneilich eingesetzt.

Dienöstrol, als Farmacyrol (Dienestroldiacetat) Ende der 1940er Jahre eingeführt und in den 1950er Jahren als Tabletten, Vaginaltabletten, Salbe und als Kristallsuspension in Ampullen angeboten, kann zur Behandlung von Menopausen- und Menstruationsbeschwerden verwendet werden. Die überwiegend pharmakologisch aktive Form ist die E,E-Form. In der E,E-Form war Dienestrol auch ein offizineller Wirkstoff.